# Grande Prêmio da Itália de 1991
Resultados do Grande Prêmio da Itália de Fórmula 1 realizado em Monza em 8 de setembro de 1991. Décima segunda etapa do campeonato, foi vencido pelo britânico Nigel Mansell, da Williams-Renault, com Ayrton Senna em segundo pela McLaren-Honda e Alain Prost em terceiro pela Ferrari.

## Resumo
Primeiros 2 pontos de Michael Schumacher na categoria. O piloto alemão que estreou no Bélgica na Jordan.
Nelson Piquet completou 200 Grande Prêmios na categoria e tendo como seu novo companheiro de equipe na Benetton no restante do campeonato, Michael Schumacher, ocupando a vaga do brasileiro Roberto Moreno, que foi para a Jordan no lugar do piloto alemão.

## Classificação da corrida

### Pré-classificação
| Pos. | Nº | Piloto             | Construtor     | Tempo    | Dif.    |
| ---- | -- | ------------------ | -------------- | -------- | ------- |
| 1    | 8  | Mark Blundell      | Brabham-Yamaha | 1:24.271 | —       |
| 2    | 7  | Martin Brundle     | Brabham-Yamaha | 1:25.117 | + 0.846 |
| 3    | 14 | Olivier Grouillard | Fondmetal-Ford | 1:25.556 | + 1.285 |
| 4    | 9  | Michele Alboreto   | Footwork-Ford  | 1:25.771 | + 1.500 |
| 5    | 18 | Fabrizio Barbazza  | AGS-Ford       | 1:27.392 | + 3.121 |
| 6    | 17 | Gabriele Tarquini  | AGS-Ford       | 1:27.401 | + 3.130 |
| 7    | 10 | Alex Caffi         | Footwork-Ford  | 1:27.608 | + 3.337 |
| 8    | 31 | Pedro Chaves       | Coloni-Ford    | —        | —       |

### Treinos
| Pos.    | Nº | Piloto             | Construtor         | Q1       | Q2        | Dif.    |
| ------- | -- | ------------------ | ------------------ | -------- | --------- | ------- |
| 1       | 1  | Ayrton Senna       | McLaren-Honda      | 1:21.114 | 1:21.245  | —       |
| 2       | 5  | Nigel Mansell      | Williams-Renault   | 1:21.328 | 1:21.247  | + 0.133 |
| 3       | 2  | Gerhard Berger     | McLaren-Honda      | 1:21.360 | 1:21.346  | + 0.232 |
| 4       | 6  | Riccardo Patrese   | Williams-Renault   | 1:21.619 | 1:21.372  | + 0.258 |
| 5       | 27 | Alain Prost        | Ferrari            | 1:22.080 | 1:21.825  | + 0.711 |
| 6       | 28 | Jean Alesi         | Ferrari            | 1:21.956 | 1:21.890  | + 0.776 |
| 7       | 19 | Michael Schumacher | Benetton-Ford      | 1:22.471 | 1:22.553  | + 1.357 |
| 8       | 20 | Nelson Piquet      | Benetton-Ford      | 1:23.176 | 1:22.726  | + 1.612 |
| 9       | 32 | Roberto Moreno     | Jordan-Ford        | 1:23.102 | 1:23.447  | + 1.988 |
| 10      | 23 | Pierluigi Martini  | Minardi-Ferrari    | 1:23.294 | 1:23.789  | + 2.180 |
| 11      | 8  | Mark Blundell      | Brabham-Yamaha     | 1:23.473 | 1:24.400  | + 2.359 |
| 12      | 16 | Ivan Capelli       | Leyton House-Ilmor | 1:23.674 | 1:24.755  | + 2.560 |
| 13      | 4  | Stefano Modena     | Tyrrell-Honda      | 1:24.457 | 1:23.701  | + 2.587 |
| 14      | 33 | Andrea de Cesaris  | Jordan-Ford        | 1:24.060 | 1:23.921  | + 2.807 |
| 15      | 3  | Satoru Nakajima    | Tyrrell-Honda      | 1:24.464 | 1:24.265  | + 3.151 |
| 16      | 21 | Emanuele Pirro     | Dallara-Judd       | 1:24.584 | 1:24.282  | + 3.168 |
| 17      | 24 | Gianni Morbidelli  | Minardi-Ferrari    | 1:24.287 | 1:25.223  | + 3.173 |
| 18      | 15 | Maurício Gugelmin  | Leyton House-Ilmor | 1:24.391 | 1:25.023  | + 3.277 |
| 19      | 7  | Martin Brundle     | Brabham-Yamaha     | 1:24.713 | 1:24.643  | + 3.529 |
| 20      | 22 | J. J. Lehto        | Dallara-Judd       | 1:24.733 | 1:24.725  | + 3.611 |
| 21      | 25 | Thierry Boutsen    | Ligier-Lamborghini | 1:26.133 | 1:25.177  | + 4.063 |
| 22      | 26 | Erik Comas         | Ligier-Lamborghini | 1:25.478 | 1:25.420  | + 4.306 |
| 23      | 34 | Nicola Larini      | Lambo-Lamborghini  | 1:25.717 | 1:25.934  | + 4.603 |
| 24      | 29 | Eric Bernard       | Lola-Ford          | 1:26.325 | 1:25.871  | + 4.757 |
| 25      | 11 | Mika Häkkinen      | Lotus-Judd         | 1:26.701 | 1:25.941  | + 4.827 |
| 26      | 14 | Olivier Grouillard | Fondmetal-Ford     | 1:26.416 | 1:26.805  | + 5.302 |
| 27      | 9  | Michele Alboreto   | Footwork-Ford      | 1:26.563 | 1:27.198  | + 5.449 |
| 28      | 12 | Michael Bartels    | Lotus-Judd         | 1:27.169 | 1:26.829  | + 5.715 |
| 29      | 35 | Eric van de Poele  | Lambo-Lamborghini  | 1:27.110 | 1:27.099  | + 5.985 |
| 30      | 30 | Aguri Suzuki       | Lola-Ford          | 1:27.257 | 18:14.470 | + 6.143 |
| Fontes: |    |                    |                    |          |           |         |

### Corrida
| Pos.    | Nº | Piloto             | Construtor         | Voltas              | Tempo/Diferença      | Grid                | Pontos              |
| ------- | -- | ------------------ | ------------------ | ------------------- | -------------------- | ------------------- | ------------------- |
| 1       | 5  | Nigel Mansell      | Williams-Renault   | 53                  | 1:17ː54.319          | 2                   | 10                  |
| 2       | 1  | Ayrton Senna       | McLaren-Honda      | 53                  | + 16.262             | 1                   | 6                   |
| 3       | 27 | Alain Prost        | Ferrari            | 53                  | + 16.829             | 5                   | 4                   |
| 4       | 2  | Gerhard Berger     | McLaren-Honda      | 53                  | + 27.719             | 3                   | 3                   |
| 5       | 19 | Michael Schumacher | Benetton-Ford      | 53                  | + 34.463             | 7                   | 2                   |
| 6       | 20 | Nelson Piquet      | Benetton-Ford      | 53                  | + 45.600             | 8                   | 1                   |
| 7       | 33 | Andrea de Cesaris  | Jordan-Ford        | 53                  | + 51.136             | 14                  |                     |
| 8       | 16 | Ivan Capelli       | Leyton House-Ilmor | 53                  | + 1ː15.019           | 12                  |                     |
| 9       | 24 | Gianni Morbidelli  | Minardi-Ferrari    | 52                  | + 1 volta            | 17                  |                     |
| 10      | 21 | Emanuele Pirro     | Dallara-Judd       | 52                  | + 1 volta            | 16                  |                     |
| 11      | 26 | Erik Comas         | Ligier-Lamborghini | 52                  | + 1 volta            | 22                  |                     |
| 12      | 8  | Mark Blundell      | Brabham-Yamaha     | 52                  | + 1 volta            | 11                  |                     |
| 13      | 7  | Martin Brundle     | Brabham-Yamaha     | 52                  | + 1 volta            | 19                  |                     |
| 14      | 11 | Mika Häkkinen      | Lotus-Judd         | 49                  | + 4 voltas           | 25                  |                     |
| 15      | 15 | Maurício Gugelmin  | Leyton House-Ilmor | 49                  | + 4 voltas           | 18                  |                     |
| 16      | 34 | Nicola Larini      | Lambo-Lamborghini  | 48                  | + 5 voltas           | 23                  |                     |
| Ret     | 14 | Olivier Grouillard | Fondmetal-Ford     | 46                  | Motor                | 26                  |                     |
| Ret     | 22 | J. J. Lehto        | Dallara-Judd       | 35                  | Superaquecimento     | 20                  |                     |
| Ret     | 4  | Stefano Modena     | Tyrrell-Honda      | 32                  | Motor                | 13                  |                     |
| Ret     | 28 | Jean Alesi         | Ferrari            | 29                  | Motor                | 6                   |                     |
| Ret     | 6  | Riccardo Patrese   | Williams-Renault   | 27                  | Câmbio               | 4                   |                     |
| Ret     | 3  | Satoru Nakajima    | Tyrrell-Honda      | 24                  | Regulador de pressão | 15                  |                     |
| Ret     | 29 | Eric Bernard       | Lola-Ford          | 21                  | Motor                | 24                  |                     |
| Ret     | 23 | Pierluigi Martini  | Minardi-Ferrari    | 8                   | Freios               | 10                  |                     |
| Ret     | 32 | Roberto Moreno     | Jordan-Ford        | 2                   | Freios               | 9                   |                     |
| Ret     | 25 | Thierry Boutsen    | Ligier-Lamborghini | 1                   | Rodou                | 21                  |                     |
| DNQ     | 9  | Michele Alboreto   | Footwork-Ford      | Não qualificado     | Não qualificado      | Não qualificado     | Não qualificado     |
| DNQ     | 12 | Michael Bartels    | Lotus-Judd         | Não qualificado     | Não qualificado      | Não qualificado     | Não qualificado     |
| DNQ     | 35 | Eric van de Poele  | Lambo-Lamborghini  | Não qualificado     | Não qualificado      | Não qualificado     | Não qualificado     |
| DNQ     | 30 | Aguri Suzuki       | Lola-Ford          | Não qualificado     | Não qualificado      | Não qualificado     | Não qualificado     |
| DNPQ    | 18 | Fabrizio Barbazza  | AGS-Ford           | Não pré-qualificado | Não pré-qualificado  | Não pré-qualificado | Não pré-qualificado |
| DNPQ    | 17 | Gabriele Tarquini  | AGS-Ford           | Não pré-qualificado | Não pré-qualificado  | Não pré-qualificado | Não pré-qualificado |
| DNPQ    | 10 | Alex Caffi         | Footwork-Ford      | Não pré-qualificado | Não pré-qualificado  | Não pré-qualificado | Não pré-qualificado |
| DNPQ    | 31 | Pedro Chaves       | Coloni-Ford        | Não pré-qualificado | Não pré-qualificado  | Não pré-qualificado | Não pré-qualificado |
| Fontes: |    |                    |                    |                     |                      |                     |                     |

## Tabela do campeonato após a corrida
| Pos.    | Piloto           | Pontos |
| ------- | ---------------- | ------ |
| 1       | Ayrton Senna     | 77     |
| 2       | Nigel Mansell    | 59     |
| 3       | Riccardo Patrese | 34     |
| 4       | Gerhard Berger   | 31     |
| 5       | Alain Prost      | 25     |
| Fontes: |                  |        |

| Pos.    | Equipe           | Pontos |
| ------- | ---------------- | ------ |
| 1       | McLaren-Honda    | 108    |
| 2       | Williams-Renault | 93     |
| 3       | Ferrari          | 39     |
| 4       | Benetton-Ford    | 33     |
| 5       | Jordan-Ford      | 13     |
| Fontes: |                  |        |

- Nota: Somente as primeiras cinco posições estão listadas.